# Batalla de los Acantilados Rojos
La batalla de los Acantilados Rojos, también conocida como batalla de Chibi (en chino, 赤壁之战; en pinyin, Chìbì Zhī Zhàn), fue una batalla decisiva en el contexto del final de la dinastía Han, inmediatamente anterior al período de los Tres Reinos de la historia de China. Se libró en el invierno del 208 al 209 d. C. entre las fuerzas aliadas sureñas de los señores de la guerra Liu Bei y Sun Quan y las numéricamente superiores fuerzas norteñas del señor de la guerra Cao Cao. Liu Bei y Sun Quan consiguieron frustrar los esfuerzos de Cao Cao por conquistar las tierras al sur del río Yangtsé y reunificar el territorio oriental de la dinastía Han. La victoria aliada en los Acantilados Rojos aseguró la supervivencia de Liu Bei y Sun Quan, les dio el control del Yangtsé y proporcionó una línea de defensa que fue la base para la posterior creación de los dos Estados del sur de Han Shu y Wu.
Las descripciones de la batalla difieren ampliamente en sus detalles y la localización exacta del lugar en que se produjo es intensamente debatida. A pesar de que su ubicación exacta sigue siendo incierta, la mayoría de las conjeturas académicas la sitúan en la orilla sur del río Yangtsé, al suroeste de la actual Wuhan y el noreste de Baqiu (actual Yueyang, Hunan). El relato más detallado de la batalla se halla en la biografía de Zhou Yu recogida en los textos históricos del siglo III d. C. Registros de los Tres Reinos, de Chen Shou. Un relato exagerado y romántico de la batalla es el evento central del Romance de los Tres Reinos de Luo Guanzhong, una de las cuatro novelas clásicas de la literatura de China.

## Trasfondo
A fines del siglo III d. C. la dinastía Han, que había gobernado China durante casi cuatro siglos (aunque con un interruptus de 16 años en que el reino estuvo dividido entre este y oeste), se estaba desmoronando. El emperador Xian había sido un gobernante sin poder efectivo desde el 189, pues no controlaba los territorios de varios señores de la guerra. Uno de los señores de la guerra más poderosos era Cao Cao, quien en el año 207 había unificado el norte de China y controlaba toda la llanura septentrional del reino. En el invierno de ese año completó una exitosa campaña contra los wuhuan, un pueblo nómada, y aseguró así su frontera norte. A su retorno en 208 fue proclamado canciller imperial de Han, una posición que le garantizó autoridad absoluta sobre todo el gobierno imperial. Poco después, en el otoño de 208, su ejército comenzó una campaña hacia el sur.
Controlar el río Yangtsé a su paso por la provincia de Jing (las actuales provincias de Hubei y Hunan) era clave para el éxito de su estrategia, pues si Cao Cao tenía alguna esperanza de reunificar el escindido imperio Han debía asegurar el curso medio del río y la estratégica base naval de Jiangling como forma de acceso a las regiones del sur. Dos señores de la guerra controlaban las regiones del Yangtsé que eran claves para el éxito de Cao Cao: Liu Biao, gobernador de la provincia de Jing que dominaba la zona oeste de la desembocadura del río Han, alrededor de la ciudad de Xiakou y todos los territorios al sur de la misma, y Sun Quan, gobernante de la ribera este del Han y de todos los territorios al sureste del río. Un tercer aliado, Liu Bei, estaba viviendo refugiado con Liu Biao en el acuartelamiento de Fancheng (la actual Xiangfan) tras haber huido desde el noreste a la provincia de Jing a causa de un fallido complot para asesinar a Cao Cao y restaurar el poder de la dinastía imperial.
Las etapas iniciales de la campaña fueron un éxito rotundo de Cao Cao, pues el gobierno de la provincia de Jing se había debilitado considerablemente y sus ejércitos estaban agotados por el conflicto con Sun Quan en el sur. Además, se habían creado diversas facciones en apoyo de los dos hijos de Liu Biao. Una vez que se impuso su hijo menor, Liu Biao desposeyó al mayor Liu Qi, que partió para asumir la comandería de Jiangxia (el actual condado Yunmeng, en Hubei). Liu Biao murió de enfermedad solo unas semanas después, cuando Cao Cao avanzaba desde el norte, y ante estas circunstancias su hijo menor y sucesor Liu Cong se rindió rápidamente. Con esto Cao Cao aseguró Jiangling y se hizo con una gran flota, una base militar muy importante y un puerto avanzado para sus barcos.
Cuando la provincia Jing cayó, Liu Bei huyó rápidamente al sur en compañía de una población refugiada de civiles y soldados. Este éxodo desorganizado fue perseguido por la caballería de élite de Cao Cao, que le dio alcance, lo rodeó y derrotó en la batalla de Changban (cerca de la actual Dangyang, en Hubei). Sin embargo, Liu Bei pudo escapar y huyó hacia el este, a Xiakou, donde se puso en contacto con Lu Su, emisario de Sun Quan. En este punto los relatos históricos son inconsistentes; Lu Su pudo animar a Liu Bei a marchar más al este, hasta Fankou (樊口). En cualquier caso, a Liu Bei se le unieron más tarde Liu Qi y las levas de Jiangxia, mientras que el principal asesor de Liu Bei, Zhuge Liang, fue enviado a Chaisang (柴桑) a negociar la formación de un frente común con el Estado de Wu contra Cao Cao.
Para cuando llegó Zhuge Liang, Cao Cao ya había enviado a Sun Quan una carta alardeando de comandar un ejército de 800 000 hombres y demandando su rendición. La facción liderada por el oficial jefe de Sun Quan, Zhang Zhao, abogó por la rendición en vista de la abrumadora superioridad numérica del ejército de Cao Cao. Sin embargo, en diversas ocasiones Lu Su, Zhuge Liang y el comandante en jefe de Sun Quan, Zhou Yu, presentaron argumentos para convencer a Sun Quan de unirse a la alianza contra los norteños. Sun Quan decidió finalmente ir a la guerra, arrancando un pedazo de su mesa durante una reunión y dejando claro que «cualquiera que todavía se atreviera a abogar por la rendición sería tratado igual que esa mesa», tras lo que encomendó a Zhou Yu, Cheng Pu y Lu Su marchar con 30 000 hombres para ayudar a Liu Bei contra Cao Cao.
A pesar de que Cao Cao se había jactado en su carta de estar al mando de 800 000 hombres, Zhou Yu estimó que el número real de sus efectivos estaba más cerca de 220 000. Por otra parte, este total incluía 70 000 soldados procedentes del ejército del recientemente fallecido Liu Biao, por lo que la moral y lealtad de muchas de las fuerzas de Cao Cao no estaba clara. Con los 20 000 soldados que Liu Bei había reunido, la alianza contaba con unos 50 000 hombres que fueron entrenados y preparados para la batalla.

## Batalla

Mapa de la batalla de los Acantilados, con los movimientos de las fuerzas implicadas y la retirada de Cao Cao (también se muestra la batalla de Changban).

La batalla de los Acantilados Rojos se desarrolló en tres etapas: una escaramuza inicial en los Acantilados seguida de una retirada hacia los campos de batalla Wulin (乌林), en la orilla noroeste del río Yangtsé, una batalla naval decisiva y la desastrosa retirada de Cao Cao a lo largo del camino de Huarong.
La fuerza combinada de Sun y Liu navegó aguas arriba desde Xiakou o Fankou hasta los Acantilados Rojos, donde se encontraron con la fuerza de vanguardia de Cao Cao. Diezmados por las enfermedades y la baja moral debido a las marchas forzadas que habían emprendido para su larga campaña hacia el sur, los hombres de Cao Cao no pudieron obtener ventaja en la pequeña escaramuza en los acantilados y se tuvieron que retirar a Wulin, al norte del río Yangtsé, mientras que los aliados hicieron lo propio hacia el sur.
Cao Cao había amarrado sus barcos de proa a popa, posiblemente con el objetivo de reducir el mareo de los hombres de su marina de guerra, procedentes del norte y poco acostumbrados a navegar. Al observar esto, el comandante de división Huang Gai envió una carta a Cao Cao simulando rendirse y preparó un escuadrón de buques capitales descritos como mengchong doujian (蒙衝鬥艦). Los barcos habían sido convertidos en naves incendiarias llenándolos con haces de leña, cañas secas y aceite. Cuando el «rendido» escuadrón de Huang Gai llegó a mitad del río los marineros prendieron fuego a los barcos antes de huir en pequeños botes. Las naves incendiadas sin tripulantes, empujadas por viento del sureste, se dirigieron hasta la flota de Cao Cao y la incendiaron. En muy poco tiempo las llamas se extendieron y muchos hombres y caballos murieron quemados o ahogados.
Tras la conmoción inicial, Zhou Yu y los aliados condujeron el asalto con una fuerza ligeramente armada. El ejército norteño cayó en la confusión y fue totalmente derrotado. Al ver la desesperada situación, Cao Cao emitió la orden de retirada general y destruyó los barcos que le restaban antes de replegarse.
El ejército de Cao Cao intentó una retirada por el camino de Huarong, con un largo tramo que atravesaba las tierras pantanosas del norte del lago Dongting. Las fuertes lluvias habían convertido el camino en un espeso fangal, muy traicionero para los soldados enfermos, que debían portar fardos de hierba a la espalda con la finalidad de extenderlos sobre el barro y permitir el paso de los jinetes. Muchos de estos soldados se ahogaron en el barro o fueron pisoteados hasta la muerte en el esfuerzo. Para mayor desgracia del ejército de Cao Cao, los aliados liderados por Zhou Yu y Liu Bei lo persiguieron por tierra y agua hasta que alcanzaron la Comandería de Nan (南郡), lo que unido al hambre y las enfermedades diezmó las fuerzas restantes de Cao Cao. Este se retiró al norte a su base de Ye, dejando a Cao Ren y Xu Huang para proteger Jiangling, Yue Jin estacionado en Xiangyang y Man Chong en Dangyang.
El contraataque de los aliados podría haber vencido a Cao Cao y sus fuerzas por completo, pero su cruce del río Yangtsé se produjo en el caos y los ejércitos aliados que convergieron en sus orillas lucharon por un número limitado de trasbordadores. Para restablecer el orden, un destacamento dirigido por el general aliado Gan Ning creó una cabeza de puente al norte, en Yiling, mientras que solo una firme dirección de Cao Ren en retaguardia previno nuevas catástrofes.

## Análisis

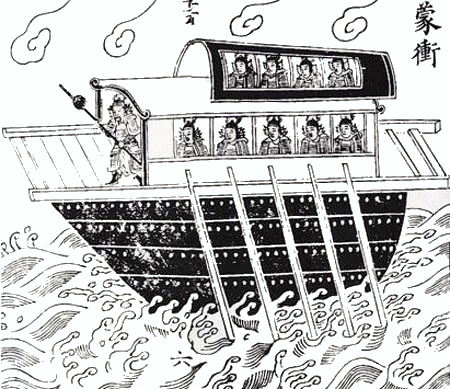
Un tipo de barco usado en la batalla, el mengchong (蒙衝): buque de guerra cubierto de cuero y diseñado para romper las líneas enemigas.

Una combinación de los errores estratégicos de Cao Cao y la efectividad de la artimaña de Huang Gai habían dado como resultado la victoria aliada en los Acantilados Rojos. Zhou Yu había observado previamente que los generales y soldados de Cao Cao, que comprendían mayormente caballería e infantería, tenían poca o ninguna experiencia en guerra naval. Cao Cao también tuvo poco apoyo entre el pueblo de la Provincia de Jing, y por lo tanto carecía de una base de operaciones avanzadas segura. A pesar de la visión estratégica que Cao Cao había mostrado en anteriores campañas y batallas, en este caso había asumido que simplemente la superioridad numérica podría derrotar a la flota de Sun y Liu. El primer error táctico de Cao fue convertir su enorme ejército de infantería y caballería en un cuerpo de marina y armada: con tan solo unos días de ejercicios antes de la batalla, las tropas de Cao Cao fueron devastadas por el mareo y falta de experiencia en el agua. Las enfermedades tropicales, ante las que los sureños eran inmunes desde hacía mucho tiempo, se cebaron con los soldados del norte, y sus efectos debilitantes se extendieron por todos los campamentos de las fuerzas de Cao Cao. A pesar de ser numerosos, los hombres del señor de la guerra del norte estaban exhaustos por el entorno poco familiar y por la duración de la campaña hacia el sur, y como Zhuge Liang observó: «Incluso una flecha poderosa al final de su vuelo no podrá penetrar una tela de seda».
La preparación inusualmente pobre y los errores de cálculo de Cao Cao durante esta campaña pudieron deberse en parte a la reciente muerte de su estratega y asesor Guo Jia. El propio Cao Cao había comentado: «Si Guo Jia hubiera estado con nosotros no nos habríamos metido en tantos problemas». Otro consejero clave, Xu Jia, había recomendado después de la rendición de Liu Cong que los exhaustos ejércitos recibieran tiempo para descansar y reponerse antes de combatir a las fuerzas de Sun Quan y Liu Bei, pero Cao Cao no hizo caso. Los propios pensamientos de Cao Cao recordando sus fallos en los Acantilados Rojos sugieren que fueron sus propias acciones y desgracias las responsables de la derrota, en lugar de las estrategias empleadas por sus enemigos en la batalla: «...Fue solo por la enfermedad por lo que quemé mis naves y me retiré. Está fuera de toda razón que Zhou Yu se quede con todo el crédito para sí mismo».

## Repercusiones

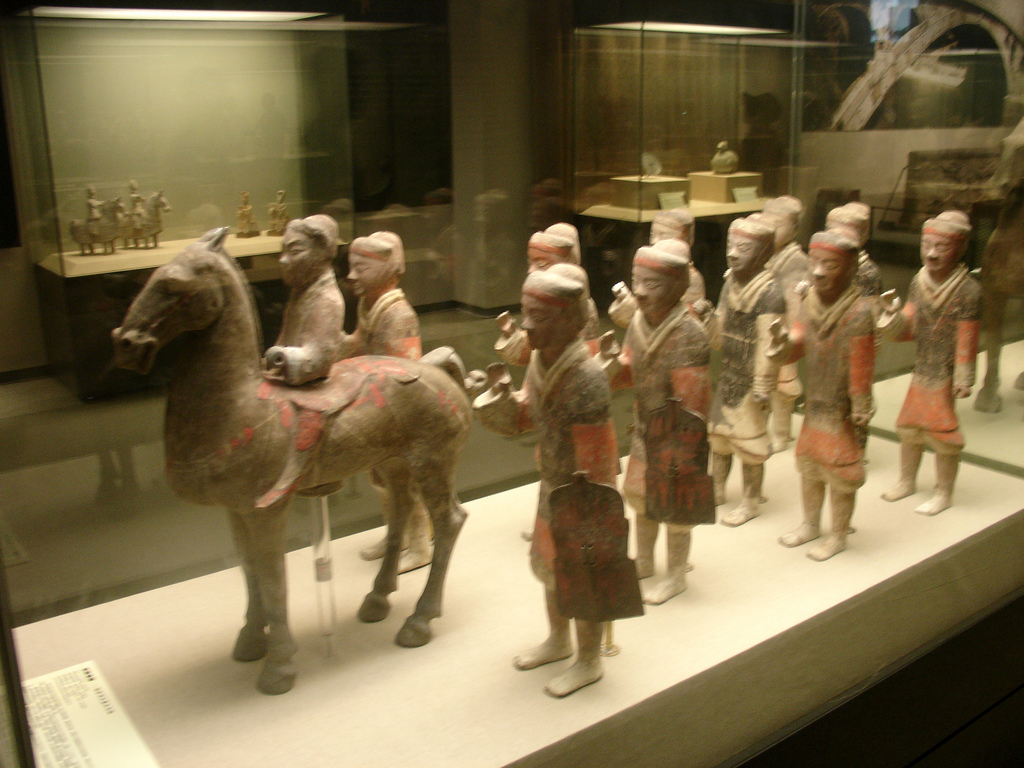
Estatuas de cerámica pintada de la era Han que representan caballería china y diez infantes con armadura, escudos y armas.

Para finales de 209 el puesto avanzado que Cao Cao había establecido en Jiangling había caído en manos de Zhou Yu y las fronteras de las tierras bajo control de Cao Cao se contrajeron cerca de 160 km, al área alrededor de Xiangyang. Liu Bei, por el contrario, había ganado terreno al hacerse cargo de las cuatro comandancias (Wuling, Changsha, Lingling y Guiyang) al sur del río Yangtsé. Las tropas de Sun Quan habían sufrido muchas más bajas que las de Liu Bei en el prolongado conflicto contra Cao Ren después de la batalla de los Acantilados Rojos y la muerte de Zhou Yu en 210 dio lugar a un debilitamiento drástico de la fuerza de Sun Quan en la provincia de Jing. Liu Bei también ocupó la provincia de Jing que acababa de perder Cao Cao, una estratégica y naturalmente fortificada área en el río Yangtsé que Sun Quan reclamó para sí. El control de la provincia de Jing le dio a Liu Bei un acceso virtualmente ilimitado al paso hacia Shu y las importantes vías fluviales de Wu, así como el dominio de todo el sur del río Yangtsé.
Cao Cao nunca volvió a comandar una flota tan grande como lo había hecho en Jiangling, ni se le presentó una oportunidad similar para destruir a sus rivales del sur. La batalla de los Acantilados Rojos y la captura de la provincia de Jing por Liu Bei confirmaron la separación del sur de China del corazón del norte, el valle del río Amarillo, y también anunció un eje norte-sur de hostilidad que resonó durante siglos.

## Ubicación
La ubicación exacta del campo de batalla de los Acantilados Rojos ha sido objeto de debates tanto populares como académicos, pero nunca ha sido establecida de forma concluyente. Los debates académicos se han prolongado por lo menos durante 1350 años, en los que se han propuesto diversos lugares alternativos. Hay motivos fundados para rechazar al menos algunas de estas propuestas, pero cuatro localizaciones posibles son debatidas aún. De acuerdo con Zhang, muchos de los debates actuales se derivan del hecho de que el curso y la longitud del río Yangtsé entre Wuli y Wuhan han cambiado desde las dinastías Sui y Tang. El debate actual también se complica por el hecho de que determinados lugares clave ha cambiado de topónimo con el paso de los siglos. Por ejemplo, aunque la ciudad moderna Huarong se encuentra en Hunan, al sur del río Yangtsé, en el siglo III d. C. la ciudad de ese nombre se hallaba al este de Jiangling, bastante al norte del río. Por otra parte, un sitio candidato, Puqi (蒲 圻), pasó a llamarse «Ciudad Chibi» (赤壁市) en 1998 en un intento directo por vincular esta ubicación con el campo de batalla.

Tres posibles localizaciones de la batalla de los Acantilados Rojos.

Los registros históricos indican que las fuerzas de Cao Cao se retiraron hacia el norte cruzando el río Yangtsé tras la escaramuza inicial en los Acantilados Rojos, ubicando inequívocamente el lugar de la batalla en la orilla sur del Yangtsé. Esta es la razón por la que numerosos historiadores y geógrafos han descartado varios lugares de la margen norte del curso fluvial. Los relatos históricos también establecen los límites este y oeste en un tramo del río Yangtsé, y que abarcan todos los sitios posibles para el campo de batalla. Las fuerzas aliadas viajaron río arriba desde Fankou o Xiakou. Puesto que el Yangtsé fluye más o menos hacia el este, hacia el océano (con meandros a noreste y sureste) los Acantilados Rojos debían estar al menos al oeste de Fankou, que se encuentra más abajo. El límite occidental es también claro, pues el avance de Cao Cao desde el este le llevó a pasar Baqiu (actual Yueyang, Hunan), a orillas del lago Dongting, y la batalla hubo de producirse más abajo, al noreste de esta localización.
Un candidato popular para el campo de batalla es la colina Chibi en Huangzhou, a veces llamada «Los Acantilados Rojos de Su Dongpo» o los «Acantilados Rojos literarios» (文赤壁). Esta conjetura se apoya en gran parte en el famoso poema del siglo XI «Primera rapsodia en los Acantilados Rojos», que identifica la colina Huangzhou con la ubicación de campo de batalla. Excluyendo las marcas tonales, la romanización pinyin del nombre de este acantilado es «Chibi», el mismo que en pinyin para los Acantilados Rojos. Sin embargo, los caracteres chinos son completamente diferentes (赤 鼻), así como su significado: «Colina Nariz Roja». Este sitio también está en la orilla norte del río Yangtsé y está directamente enfrente de Fankou, aguas arriba. Por otra parte, si las fuerzas aliadas de Sun y Liu salieron de Xiakou en lugar de Fankou, como sugiere la fuente histórica más antigua, entonces la colina de Huangzhou podría haber estado más abajo del punto de partida, una posibilidad que no puede ser conciliada con las fuentes históricas.
Puqi, ahora llamada Ciudad Chibi, es tal vez el candidato de mayor aceptación. Para diferenciarla de los Acantilados Rojos de Su Dongpo, el lugar también es referido como «Acantilados Rojos militares» y se halla justo frente al Yangtsé a su paso por Wulin. Este argumento fue propuesto por primera vez a principios de la dinastía Tang, y es el lugar en que hay grabados nombres en las rocas (la imagen que encabeza este artículo), sugiriendo que es el auténtico enclave de la batalla. El origen del grabado se puede fechar entre las dinastías Tang y Song, por lo que tiene al menos mil años.
Algunas fuentes mencionan la orilla sur del río Yangtsé, en el Condado de Jiayu (嘉鱼县), en la ciudad-prefectura de Xianning de la provincia de Hubei, como posible localización. Esto coloca el campo de batalla aguas abajo de Puqi, una opinión que es apoyada por estudiosos de la historia de China como Rafa de Crespigny, Li Wang y Dongrun Zhu en base al documento histórico Shui Jing Zhu de la dinastía Qing.
Otro candidato es Wuhan, en la confluencia de los ríos Yangtsé y Han y al este tanto de Wulin como de Jiayu. Es una metrópoli fruto de la unión de otras tres ciudades y hay una creencia local de que la batalla se libró en la confluencia de los ríos, al suroeste de la antigua ciudad de Wuchang, que ahora es parte de Wuhan. Zhang afirma que el campo de batalla de Chibi fueron una serie de colinas en Wuchang que fueron niveladas en la década de 1930 para usar sus piedras como materia prima. Citando varios estudios histórico-geográficos, Zhang muestra que los relatos tempranos ubican el lugar en Wuchang. El Jingzhou ji de Sheng Honzhi del siglo V en particular sitúa allí el campo de batalla a unos 160 li (80 km) río abajo de Wulin, pero desde los meandros Paizhou y Luxikou se incrementó la longitud del Yangtsé entre Wuli y Wuchang en aproximadamente 50 km en algún momento de las dinastías Sui y Tang, por lo que trabajos posteriores no consideran Wuchang como un posible emplazamiento.

## Relato ficticio
La tradición romántica que se originó con la novela de Luo Guanzhong, el Romance de los Tres Reinos, difiere de los relatos históricos en muchos detalles. Por ejemplo, el tamaño del ejército de Cao Cao fue exagerado hasta 800 000 hombres, algo que se puede atribuir al sesgado punto de vista imperante bajo el dominio de la sureña dinastía Song. El Estado de Shu Han, en particular, fue visto por los literatos posteriores como «legítimo» sucesor de la dinastía Han, por lo que los relatos ficticios dan mayor preeminencia a Liu Bei, Zhuge Liang y otros héroes de Shu que los relatos históricos. A ello se une generalmente la minimización de la importancia de los comandantes del este, de Wu, y de asesores como Zhou Yu y Lu Su. Mientras que las fuentes históricas describen a Lu Su como un asesor sensato y a Zhou Yu como un eminente líder militar y un hombre «generoso, sensible y valiente», el Romance de los Tres Reinos presenta un poco notable Lu Su y un Zhou Yu cruel y cínico, ambos inferiores a Zhuge Liang en todos los aspectos.
Los romances añaden a los relatos históricos elementos ficticios y fantásticos que se perpetuaron en representaciones populares y óperas. Los ejemplos del Romance de los Tres Reinos presentan un Zhuge Liang que usa la magia para invocar vientos favorables en el ataque de los barcos incendiarios y su estrategia de «usar barcos de paja para conseguir flechas» y un Guan Yu que captura y libera a Cao Cao en la marcha de Huarong. Las crónicas ficticias también mencionan a Zhuge Liang como comandante militar de las fuerzas combinadas, lo que es históricamente inexacto.

## Impacto cultural
La actual Ciudad Chibi de la provincia de Hubei se llamó antes de 1998 Puqi, año en que el Consejo de Estado de la República Popular China aprobó el nuevo topónimo de la localidad en celebración de la batalla de los Acantilados Rojos. Los festivales culturales que se celebraron hicieron aumentar dramáticamente el número de turistas. Antes, en 1983, se colocó una estatua de Su Shi, prominente poeta de la dinastía Song, en los «Acantilados Rojos de Su Dongpo» en Huangzhou como tributo a los poemas en recuerdo del Acantilado Rojo.

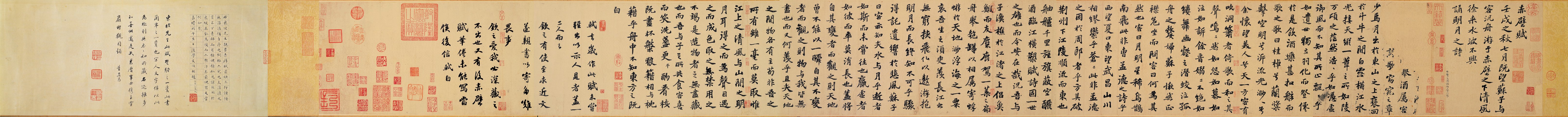
Antigua oda al Acantilado Rojo, un famoso poema de Su Shi escrito durante la dinastía Song (Museo Nacional del Palacio).

Más recientemente los videojuegos basados en la era de los Tres Reinos, como la serie Dynasty Warriors de Koei, Sangokushi Koumeiden, Destiny of an Emperor y Kessen II, incluyen la batalla entre sus escenarios. Otros juegos utilizan la batalla de los Acantilados Rojos como hecho central, y son títulos populares en Asia como la versión original japonesa de Warriors of Fate y Dragon Throne: Battle of Red Cliffs. En 2008 se estrenó una gran producción cinematográfica china dirigida por John Woo, Acantilado rojo, que recrea con espectacularidad la batalla. Compuesta por dos partes en su exhibición en China y por una en su estreno internacional, el filme dio a conocer el legado histórico y fue un éxito enorme de taquilla en China.